# آلان ألفورد
آلان ف. ألفورد (بالإنجليزية: Alan F. Alford)‏ كان كاتبًا (ميثوغرافيًا) ومتحدثًا بريطانيًا حول مواضيع الدين القديم والأساطير وعلم المصريات. ولد في عام 1961 في بريطانيا، وتوفي في 14 نوفمبر 2011.

## وصلات خارجية
- آلان ألفورد على موقع IMDb (الإنجليزية)
- Author's Official Website
- Tom Van Flandern's Website
- Ancient Astronauts Website
- Sceptics Website